# Veitsburg

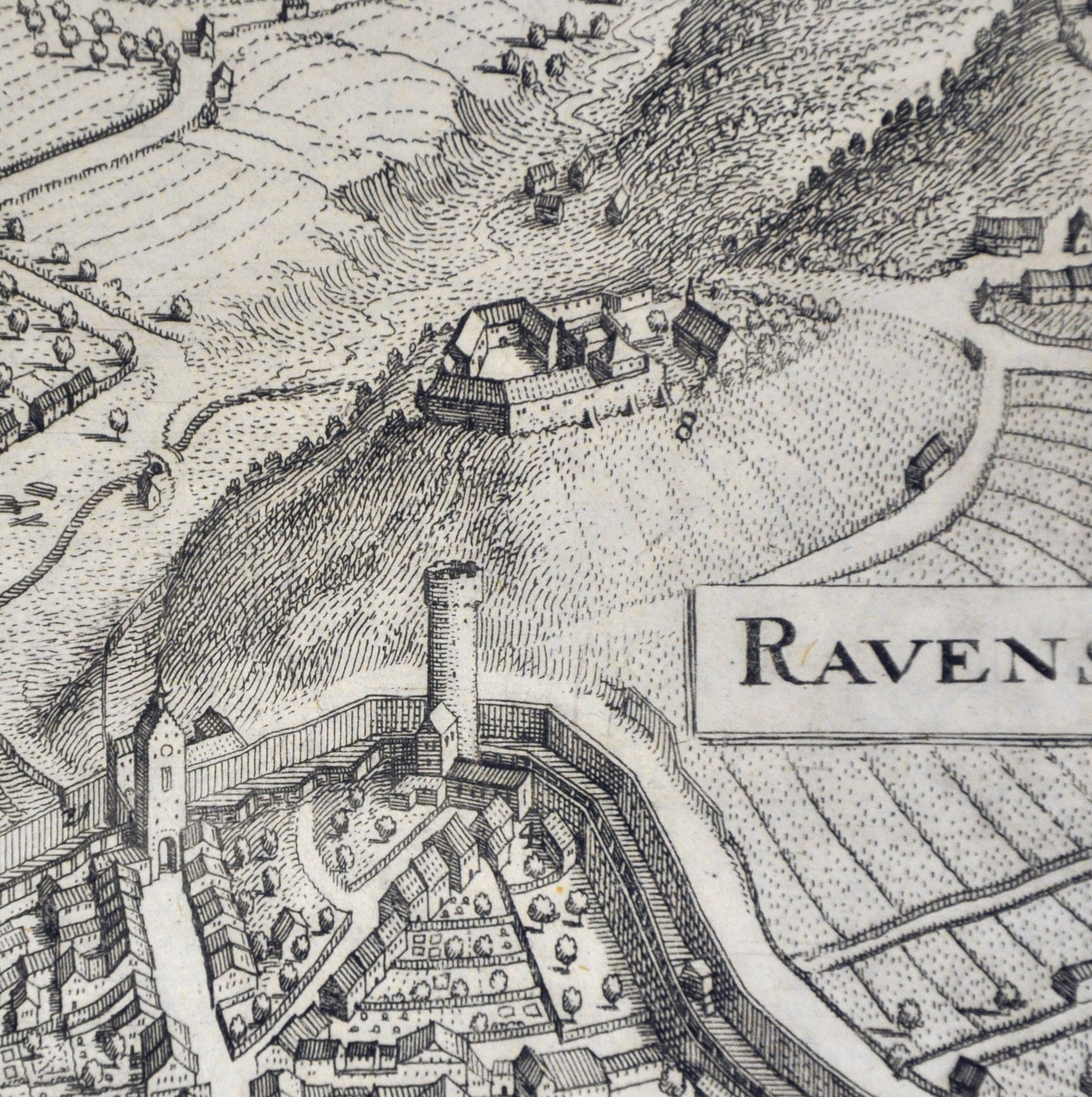
Die noch intakte Veitsburg auf einem Kupferstich von Merian nach einer Vorlage von ca. 1630

Veitsburg (nach der dem heiligen Veit geweihten Burgkapelle) ist der neuzeitliche Name der Ravensburg, einer mittelalterlichen Höhenburganlage auf dem sogenannten „Veitsberg“ (525 m) oberhalb von Ravensburg im Landkreis Ravensburg (Baden-Württemberg).

## Geschichte
Für den Namen der Burg gibt es unterschiedliche Erklärungsansätze. Einer spricht davon, dass die Burg um 930 von einem „Rabanus“ gegründet worden sei. Ein weiterer hebt darauf ab, dass es die frühere Schreibweise „Ravenspvrg“ (ohne Unterscheidung von „u“ und „v“) auch als „Rauensburg“ gelesen werden könne und ein der Nordostseite der Burg gegenüberliegender, steiler Hang als „Rauenegg“ bezeichnet wird. Dass das „Rauenegg“ heute wieder den städtischen Weinberg beherbergt, zeigt allerdings, dass sich „rau“ in diesem Fall nicht – wie manchmal behauptet – auf das Klima beziehen kann.
Eine andere Interpretation führt den Namen auf die Welfen als Burgherren zurück, die angeblich wegen ihres schwarzen Haars auch „Raben“ genannt worden seien und die um 1050 ihre Stammburg vom benachbarten Altdorf auf den strategisch günstig gelegenen Burgberg von Ravensburg verlegten. Die Befunde einer im 20. Jahrhundert vorgenommenen Grabung weisen darauf hin, dass das Burgplateau jedoch schon viel früher besiedelt war.
1088 wurde der Name Ravensburg („castrum Ravenspurch“) erstmals urkundlich genannt. Erst seit etwa dem 18. Jahrhundert taucht zunehmend in Anlehnung an die St. Veit gewidmete frühere Burgkapelle – zeitweise auch Wallfahrtsziel – die Bezeichnung Veitsberg oder Veitsburg auf; zuvor wurde meist zur Unterscheidung von der Stadt Ravensburg einfach vom „Burgberg“ gesprochen.

### Vor- und frühgeschichtliche Besiedlung
Grabungs- und Lesefunde auf dem Burgberg belegen eine vor- und frühgeschichtliche Besiedlung von der Jungsteinzeit über die frühe und mittlere Bronzezeit sowie die spätere Urnenfelder- und Hallstattzeit, während für die römische Epoche bislang keine Siedlungstätigkeit nachgewiesen werden konnte, obwohl es Einzelfunde aus jener Zeit gibt. Eindeutige Hinweise auf Befestigungen aus dieser Zeit konnten jedoch nicht gefunden werden, es bleibt daher offen, ob diese frühen Höhensiedlungen bereits befestigt waren. Allerdings dürfte sich die vorgeschichtliche Siedlung über die ganze Gipfelfläche erstreckt haben, eventuell auch ein Stück den etwas weniger steilen westlichen Hang hinunter.

### Mittelalterliche Besiedlung
Weder die 1980 noch die 2006 erfolgten Grabungen erbrachten Hinweise auf eine frühmittelalterliche Besiedlung vor dem 10. Jahrhundert. Eine solche Besiedlung und Befestigung bestand jedoch vermutlich schon zu dem Zeitpunkt, als von Welf IV. der welfische Herrschaftssitz hierher verlagert wurde. Da sich die welfische Familie aber noch bis ins 12. Jahrhundert hinein nach dem älteren Sitz Altdorf nannte, lässt sich das genaue Datum der Verlagerung des welfischen Hauptwohnsitzes nicht mehr feststellen.

### Welfische Stammburg
Von der Ravensburg aus verwalteten die Welfen ihre Stammlande im Herzogtum Schwaben. Welf IV. wurde 1070 zum Herzog von Bayern ernannt; sein Enkel Heinrich der Stolze konnte 1137 durch Heirat zusätzlich den Herzogstitel von Sachsen erwerben.
1088 setzte Welf IV. auf der Ravensburg den Augsburger Bischof Siegfried gefangen (heute noch in einer Festzugsgruppe des Historischen Festumzugs beim Rutenfest wiedergegeben).
Ab 1122 nennen sich die Welfen „Herzöge von Ravensburg“, Heinrich der Schwarze starb 1126 auf der Ravensburg. Heinrich der Stolze wies 1127 die Burg seiner Gattin, der Kaisertochter Gertrud von Sachsen, als Wohnsitz zu. Vermutet wird, dass 1129 der berühmte Sohn Heinrichs des Stolzen, Heinrich der Löwe, auf Schloss Ravensburg geboren wurde. Die Ravensburg beherbergte damals offensichtlich auch die herzogliche Hofhaltung, bezeugt durch die zugehörigen Hofämter, und hatte repräsentativen Charakter.
Nach dem Tod Heinrichs des Stolzen 1139 fiel die Führung des Hauses der Welfen und die Herrschaft über die Ravensburg an dessen Bruder Welf VI., Herzog von Spoleto. Verteidigte er zunächst mit großem Erfolg die welfischen Interessen, verlor er nach dem Tode seines Sohnes Welf VII. 1167 aber offenbar das Interesse an der Politik und vermachte schließlich die Ravensburg mitsamt den übrigen schwäbischen Besitzungen 1178 oder 1179 per Erbvertrag an seinen staufischen Neffen, Kaiser Friedrich I. Barbarossa.

### Staufische Hausgutverwaltung
Die Ravensburg wurde darauf einer der staufischen Hauptsitze und diente bis 1268 als Sitz der Haus- und Reichsgutsverwaltung in Schwaben. Die erste Ehefrau Barbarossas wurde nach der Scheidung mit einem Dieto von Ravensburg verheiratet. Ihr Grab befindet sich im ehemaligen Kloster Weißenau bei Ravensburg. 1203 hielt Philipp von Schwaben hier einen glanzvollen Hoftag ab.
Auch Friedrich II. soll sich zeitweise auf der Ravensburg aufgehalten haben. Angeblich brach Konradin, der letzte Staufer, von Ravensburg zu seinem verhängnisvollen Italienzug auf, der mit seiner Hinrichtung 1268 in Neapel endete.
Die Grabungen von 1980 und 2006 zeigten, dass sich die hochmittelalterliche Befestigung von der Nordspitze bis mindestens zum Mittelbereich des Bergplateaus erstreckte und auch das außerhalb des heutigen Burgbereichs liegende Areal der einstigen Burgkapelle St. Veit umfasste (heute Bodendenkmal ohne äußerlich sichtbare Baureste). Ringmauerreste an der Westkante und eine fehlende Abgrenzung des sicher belegten Burgbereichs nach Süden lassen vermuten, dass die Außenbefestigungen das gesamte Plateau von 220 m Länge und 80 m Breite einschlossen.

### Nach-staufische Zeit
Mit dem Erlöschen der staufischen Herzogsdynastie kam es zu einem Interregnum, in dem das mächtige Herzogtum Schwaben zerfiel. 1278 schließlich bestätigte der römisch-deutsche König Rudolf I. aus dem Haus Habsburg die reichsstädtischen Privilegien der Stadt Ravensburg unterhalb der Burg. Auf der Burg selbst saß fortan der kaiserliche Landvogt der Reichslandvogtei Schwaben. 1315 fanden auf der Ravensburg ein Teil der Hochzeitsfeierlichkeiten für Friedrich den Schönen und seine Gemahlin Elisabeth von Aragón statt.

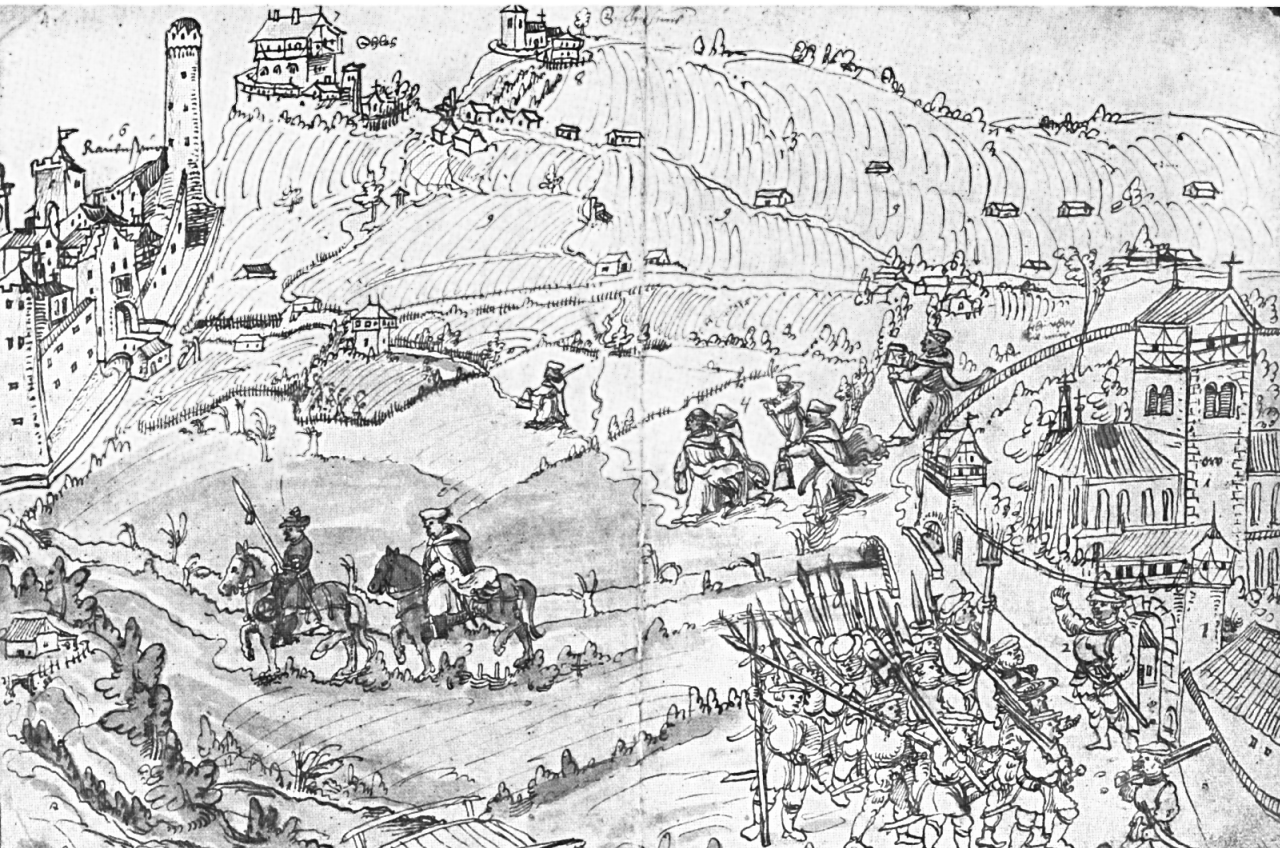
Federzeichnung von 1525 aus der Weißenauer Bauernkriegschronik von Jakob Murer, im Hintergrund links Stadt und Schloß Ravensburg

Im Jahr 1330 kam die Ravensburg so in die Hände des Kaisers Ludwig (der Bayer) aus dem Geschlecht der Wittelsbacher, der seinen Sohn Stephan II. zum Reichslandvogt bestellte und auch selbst vorübergehend auf der Burg logierte. Sigismund von Luxemburg (Römisch-deutscher König ab 1411, Kaiser ab 1433) verpfändete die Burg 1415 an den Unterlandvogt Truchseß Hans von Waldburg; dass die Pfandsumme 1417 um 500 Rheinische Gulden (fl.rh.) aufgestockt wurde, lässt umfängliche Baumaßnahmen vermuten. Eventuell wurde bereits zu dieser Zeit die hochmittelalterliche Anlage auf das heutige, weit kleinere Areal an der Nordspitze des Berges reduziert. Auf der Ansicht aus der Weißenauer Chronik des Abtes Jakob Murer von 1525 jedenfalls steht die Veitskapelle bereits außerhalb des Burgrings, in der Darstellung als „Schloss“ bezeichnet.
Die wenigen erhaltenen Darstellungen aus der Zeit vor dem Dreißigjährigen Krieg zeigen eine repräsentative und zugleich wehrhafte Wohnburg, die jedoch nur die nördliche, durch steile Hänge an drei Seiten gesicherte Hälfte des Plateaus einnahm. Auch die Darstellungen des Burgfrieds lassen vermuten, dass hier einige Obergeschosse abgetragen wurden.
1487 ging das Pfand von den Waldburgern an Jakob von Landau über; ungefähr zur selben Zeit wurde auch die Verwaltung der Landvogtei von der Ravensburg ins damals österreichische Altdorf verlagert. 1529 wurden wiederum die Waldburger Inhaber der Pfandschaft an der Reichsburg, 1541 Hans von Laubenberg-Wagegg, 1546 George Gienger aus Ulm, 1551 Georg Ilsung aus Augsburg.
Dieser Georg Ilsung ließ auf der Burg umfangreiche Bauarbeiten ausführen, einschließlich eines Neubaus des Palas an der Westseite der Burg, dessen oberes Stockwerk wegen Bauschäden ganz abgetragen wurde. Als festgestellt wurde, dass auch die steinernen Grundmauern des Erdgeschosses durch einen früheren Brand stark geschädigt worden waren, wurden auch diese abgetragen. Für einen Neubau reichten aber die von der Innsbrucker Regierung zugestandenen 1900 fl. nicht aus, worauf Ilsung nochmals eine Erhöhung um 400 bis 500 fl. beantragte. Aus diesem Schreiben sind die damaligen Baupläne bekannt, die auf späteren Darstellungen von 1616, 1622 und 1625 realisiert worden zu sein scheinen.
Im Dreißigjährigen Krieg brannten 1647 die Hauptgebäude der Burg nach dem Abzug der vorübergehend dort stationierten Kaiserlichen völlig ab; als Brandstifter wurden ein Ravensburger Bürger sowie ein schwedischer Soldat ermittelt. Erhalten blieben jedoch die Wirtschaftsgebäude im östlichen Bereich des Komplexes, die später auch als Wohnungen und als Sommerwirtschaften dienten; heute ist dort eine Jugendherberge untergebracht.
1748 erwarb der katholische Rat der Stadt Ravensburg – aufgrund der paritätischen Ratsverfassung gab es ein katholisches sowie ein protestantisches Ratsgremium – den Burgberg als österreichisches Lehen. Vermutlich war geplant, die Wallfahrtstradition zur Veitskapelle aus dem 16. Jahrhundert gewinnträchtig wiederaufleben zu lassen und den Gipfel in Verbindung mit einem kaiserlich garantierten Jahrmarkt (jeweils am 15. Juni) zu einem Wallfahrtszentrum auszubauen.
1751 entstand zunächst ein Schankbetrieb mit Kegelbahn. Parallel dazu wurde der mit einer Ravensburgerin verheiratete Deutschordensbaumeister Johann Caspar Bagnato beauftragt, auf den Ruinen des Burgfrieds ein Lustschlösschen für die Ravensburger Bürgerschaft zu errichten. 1884 wurde der Fassade dieses barocken Gebäudes noch ein zinnenbekröntes Türmchen angefügt. Der Bagnato-Bau ist heute das von weitem sichtbare Hauptmerkmal der Burganlage.

### Heutige Situation

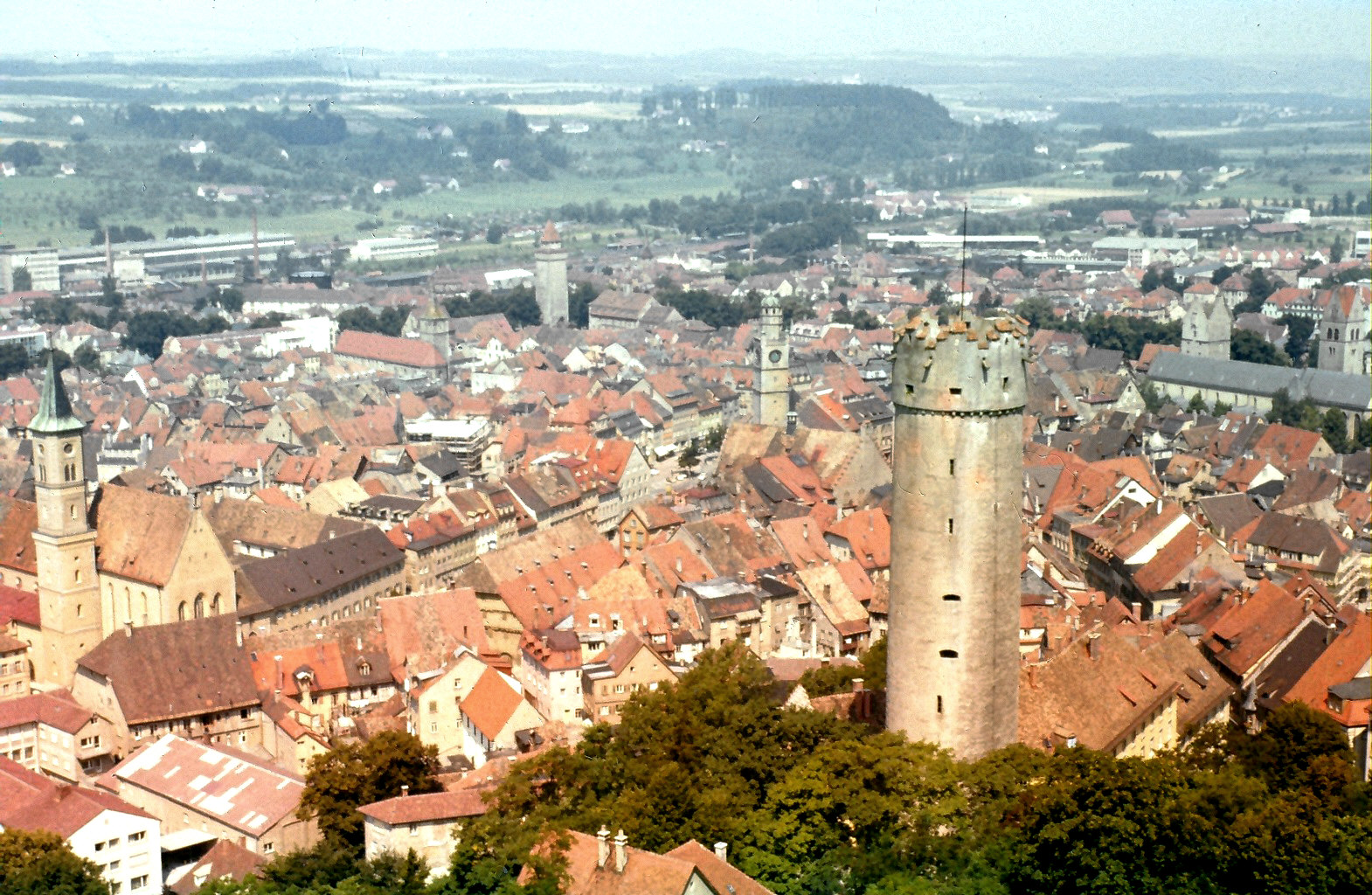
Blick von der Veitsburg auf die Innenstadt in den 1960er Jahren

Der Bagnato-Bau wurde Anfang der 1950er-Jahre um einige Nebengebäude erweitert und seither als Restaurant genutzt. Die Nebengebäude der Burganlage – einst Wirtschafts- und Stallgebäude – in den 1980er-Jahren erweitert um einen Anbau, dienten als Jugendherberge.
2007/2008 führten Umbaupläne mit einer umfangreichen Erweiterung der Jugendherberge zu heftigen Diskussionen in der Stadt. Insbesondere der Vorschlag zur Errichtung eines zusätzlichen Flügels („Querriegel“, gegenüber dem früheren Palas etwas nach hinten in den Burghof versetzt und mit nur schmalen „Schießscharten“-Fenstern zum Tal hin), der beim Architektenwettbewerb mit dem ersten Preis ausgezeichnet worden war, ließ die Gemüter hochkochen. In einem Agenda-Prozess wurden von mehreren Gruppen Vorschläge erarbeitet. Letztlich erwies sich der geplante große Wurf aber als nicht finanzierbar. Stattdessen wurde die Jugendherberge 2011/2012 im Bestand saniert, und der in den 1980er-Jahren angebaute, westliche Teil des zweistöckigen Nordflügels wurde – ähnlich einem der Vorschläge der Agenda21-Gruppen – durch einen dreistöckigen Neubau ersetzt (im März 2012 eröffnet).
Die in den 1950er Jahren an den Bagnatobau angebauten Restaurantgebäude wurden weitgehend abgerissen; 2010 wurde an dieser Stelle ein neu errichtetes Restaurant eröffnet.